# Flaga Czeczenii
Flaga Czeczenii jest prostokątem podzielonym na trzy poziome pola. Największe zielone symbolizuje islam, wąski biały pas – czystość, natomiast pole czerwone – przelaną krew niewinnych Czeczenów. W lewej części flagi występuje ornament czeczeński. Proporcje wynoszą 2:3.
Obecna flaga Czeczenii została przyjęta w 2004 roku przez prorosyjski rząd republiki. 
Przed 2004 władze czeczeńskie używały flagi Czeczeńskiej Republiki Iczkerii z odwróconym układem barw.

## Historyczne flagi
2 listopada 1991 przyjęto flagę Czeczeńskiej Republiki Iczkerii, zieloną z biało-czerwono-białym pasem w dolnej części flagi. 

Flaga Czeczeńskiej Republiki Iczkerii od 1991
Wariantowa flaga Czeczeńskiej Republiki Iczkerii z godłem
Flaga Republiki Czeczeńskiej w latach 2000–2004, a także flaga prorosyjskiej opozycji w Czeczenii przed 2004